# Alexander Jurjewitsch Winogradow
Alexander Jurjewitsch Winogradow (russisch Александр Юрьевич Виноградов; * 10. November 1951 in Moskau) ist ein ehemaliger sowjetischer Kanute.
Winogradow wurde zusammen mit Serhij Petrenko zweifacher Olympiasieger bei den Spielen 1976 in Montreal im Zweier-Canadier (C-2) über 500 Meter und 1000 Meter. Darüber hinaus errang er bei Weltmeisterschaften in den Jahren 1974 und 1975 jeweils eine Goldmedaille sowie 1979 eine Silbermedaille im C-2 über 500 Meter, und 1975 eine Bronzemedaille über 1000 Meter. Er wurde außerdem 1971 Weltmeister im C-2 auf der 10.000-Meter-Strecke.